# Базз Лайтер
Базз Ла́йтер (также известен как Базз Све́тик) (англ. Buzz Lightyear — Базз Световой год) — вымышленный персонаж франшизы Disney и Pixar «История игрушек». Базз — экшен-фигурка внутривселенской франшизы. Он носит скафандр зелёно-лаймового, фиолетового и белого цвета. Изначально режиссёр Джон Лассетер задумывал Базза как игрушечного человека-оркестра по имени Тинни во время создания первой части «Истории игрушек». Имя получил в честь американского астронавта Базза Олдрина, второго человека, ступившего на Луну. Базз Лайтер — один из главных героев всех анимационных фильмов франшизы, включая спин-оффы. Его роль озвучивал Тим Аллен в основных частях франшизы.
Вместе с Вуди Базз является ключевым персонажем франшизы. Их соперничество и дружба являются основополагающим аспектом повествования. В первой части, в отличие от многих игрушек, Базз изначально считает себя «настоящим» космическим рейнджером и смиряется с тем, что он игрушка. Во второй части он сталкивается с другими фигурками Базза Лайтера в магазине игрушек. Фигурки тоже считают себя «настоящими», в том числе заклятый враг и отец Базза Император Зург. В третьей части Базз начинает встречаться с фигуркой девушки-ковбоя Джесси. В четвёртой части он обретает свой внутренний голос и прощается с Вуди.
Также Базз появился в мультфильме «Базз Лайтер из звёздной команды: Приключения начинаются», вышедшем в формате direct-to-video, и спин-офф-сериале «Приключения Базза Лайтера из звездной команды». В 2022 году вышел ещё спин-офф, анимационный фильм «Базз Лайтер», рассказывающий историю происхождения персонажа. Его роль озвучил Крис Эванс, а Джеймс Бролин озвучил Зурга, пожилую нигилистическую версию Базза из альтернативной реальности.
После первой части «Истории игрушек» Базз получил благоприятные отзывы. Рецензенты назвали его иконой поп-культуры и одним из величайших и культовых персонажей Pixar. Журнал Time признал Базза одним из самых влиятельных игрушек 1990-х годов. Его знаменитая фраза «Бесконечность не предел!» стала одной из величайших цитат из фильмов всех времён. НАСА признала Базза Лайтера «самым долгоживущим астронавтом в космосе». С мая 2008 года по сентябрь 2009 года фигурка провела 15 месяцев на борту Международной космической станции.

## Создание

### Идея
Анимационный фильм «История игрушек» появился на основе короткометражного анимационного фильма Pixar «Оловянная игрушка», рассказывающего историю игрушки человека-оркестра и младенца. Короткометражка была настолько успешной, что Disney предложила Pixar сделать анимационные фильмы при помощи компьютерной анимации. Pixar задумал полнометражный фильм про заводную игрушку по имени «Тинни», которая сталкивается с бывшей любимой игрушкой, куклой-чревовещателя Вуди. В итоге Тинни стал астронавтом. Его внешний вид претерпел различные изменения, а позже Тинни превратился в Базза Лайтера. Disney заключила совместную сделку с Pixar на создание трёх компьютерно-анимационных художественных фильмов на 26 миллионов долларов. На момент заключения контракта Pixar владел Стив Джобс. Над проектом трудилась команда Pixar, в которую входили режиссёр Джон Лассетер, сценаристы Эндрю Стэнтон и Пит Доктер и Эд Катмулл. Pixar боялась не выполнить условия контракта с Disney и две недели перепридумывала концепцию сюжета. Они предположили, что игрушками могут увлекаться взрослые и подростки. В центре нового сюжета фигурировал мальчик по имени Энди, ковбой, возглавляющий группу игрушек, и космическая игрушка. Disney дал проекту зелёный свет. По словам Лассетера, источниками вдохновения для сюжета были «Звёздные войны», космическая гонка и приятельские комедии.
Сценарий претерпел несколько изменений. В марте 1991 года был готов первый черновик. Согласно синопсису, мальчику дарят на день рождения игрушечного человека-оркестра Тинни. Семья мальчика берёт Тинни с собой на каникулы, но случайно оставляет его на заправке, где он знакомится с куклой-чревовещателя. Они вместе пытаются вернуться домой к Тинни. После серии приключений они попадают на игровую площадку детского сада, где воссоединяются с детьми. Летом 1991 года тогдашний глава Disney Джефф Катценберг предложил сделать фильм в жанре бадди-муви. В сентябре 1991 года Pixar написала новый черновик. Кукла-чревовещателя стала любимой игрушкой, а Тинни стал её соперником.

### Внешний вид
Персонаж претерпел несколько изменений. Лассетер посчитал игрушку человека-оркестра устаревшей и заменил Тинни на игровую фигурку, похожую на G.I. Joe. В детстве Лассетер обожал играть с фигурками G.I. Joe. Но позже Тинни превратился в космического рейнджера, похожего на майора Мэтта Мейсона. Внешность персонажа неоднократно менялась. Изначально он носил красный скафандр. Персонаж носил имя Лунный Ларри, потом Темпус, а затем Морф. Кулка-чревовещателя превратилась в куклу-ковбоя по имени Вуди, а Морф стал Баззом Лайтером. Зелёно-лаймовый и фиолетовый цвета Лассетер сам подобрал, когда рисовал персонажа. Он пытался извиниться перед женой за то, что задержался на работе, и выбрал цветовую гамму. Зелёно-лаймовый был любимым цветом Лассетера, а фиолетовый — его жены. Телеактёр Эд Кеммер послужил источником вдохновения при создании Лайтера. Кеммер сыграл командира Базза Корри в «Космическом патруле», одном из первых научно-фантастических сериалов на американском телевидении.
Базз Лайтер получил имя в честь астронавта «Аполлона-11» Базза Олдрина, второго человека, ступившего на Луну. По словам продюсеров, у Олдрина было самое крутое имя среди астронавтов. Во время выступления в НАСА Олдрин держал в руках игрушку Базза Лайтера и воздал дань уважения. За использование своего псевдонима Олдрин не получал никаких гонораров. Позже он выразил недовольство по поводу использования своего имени.

## Появление

### История игрушек
- В первом мультфильме мы впервые встречаем Базза, когда его дарят Энди на день рождения. В то время Базз был самой популярной игрушкой, и остальные игрушки Энди поражались его впечатляющим свойствам. Поначалу Базз думал, что он космический рэйнджер, но когда он увидел рекламный ролик о себе по телевизору, он понял, что он всего лишь игрушка. Вуди, лидер игрушек Энди, начал завидовать вниманию, которое получал Базз. Но вскоре они помирились, когда спасли друг друга от «убийцы игрушек» Сида.
- Во втором мультфильме Базз предстаёт перед нами в главной роли: он должен взять на себя обязанности лидера игрушек Энди для того, чтобы спасти Вуди, который был похищен коллекционером игрушек Элом. Всё усложняется, когда игрушка по имени Вонючка Пит пытается заставить Вуди отправиться в Японию с ним, куклой-ковбоем Джесси и её конём Булзаем. Хуже того, Базз встречается со своим двойником, который, так же, как и Базз в первой части, полагает, что он космический рейнджер. В конце концов Базз и игрушки спасают Вуди, Джесси и Булзая, которые начинают жить в доме Энди с остальными. Также двойник Базза узнаёт, что его заклятый враг, Император Зург, является его отцом, что является отсылкой к фильму «Империя наносит ответный удар»[23], однако, в отличие от соответствующего персонажа саги, Зург действительно хочет уничтожить своего отпрыска, и вскоре совершает попытку уничтожить Базза, но покушение проваливается из-за игрушечного динозавра Рекса, который столкнул императора в шахту лифта. Несмотря на это, Зург выжил и начал играть с сыном.
- В третьем мультфильме Базз, Вуди, Джесси и остальные попадают в детский сад, где лидером считается злой плюшевый медведь Лотсо. Базз был пойман на шпионаже, после чего его переключили в «demo-режим». Он опять начал думать, что он космический рейнджер, а его бывшие друзья — слуги императора Зурга. Базз возвращается в нормальное состояние после того, как на него падает телевизор. После всего, что произошло с Баззом, Вуди, Джесси и другими игрушками, Энди дарит их маленькой девочке Бонни. В конце титров показаны игрушки, погружённые в новую жизнь со своей новой хозяйкой Бонни.
- В четвёртом мультфильме Базз и другие игрушки попадают в луна-парк, где встречают пастушку Бо. Команда старых героев спасает новую игрушку Вилкинса из антикварного магазина и возвращает её Бонни.

### Базз Лайтер
- 10 декабря 2020 года Disney Investor Day анонсировали будущий фильм «Базз Лайтер», который является спин-оффом «Истории игрушек» и будет повествовать о происхождении человека, на котором была основана линия игрушек Базза Лайтера. Этот фильм режиссёра Энгуса Маклейна расскажет историю Базза Лайтера и его приключений в бесконечности. Было подтверждено, что Базз будет озвучен Крисом Эвансом, и фильм выйдет в прокат 17 июня 2022 года[24].

## Отзывы и наследие
После появления в «Истории игрушек» Базз получил положительные отзывы критиков. Роджер Эберт назвал его самой милой игрушкой в фильме, так как Базз считает себя настоящим космическим рейнджером. Обозреватель The New York Times Джанет Маслин назвала соперничество между Вуди и Баззом изюминкой фильма. Леонард Клэди из Variety отметил трогательную сцену, где Базз узнаёт, что он просто игрушка. Оуэн Глейберман из Entertainment Weekly назвал Базза весёлым и трогательным персонажем и подчеркнул его эгоистичный и мужественный характер: «Его вера в собственные суперсилы, особенно в полёт, настолько сильна, что его невинность самообмана очаровательна».